# Stazione di Piano Orizzontale dei Giovi
Stazione di Piano Orizzontale dei Giovi vasútállomás Olaszországban, Serra Riccò településen.

## Vasútvonalak
Az állomást az alábbi vasútvonalak érintik:
- Torino–Genova-vasútvonal

## Kapcsolódó állomások
A vasútállomáshoz az alábbi állomások vannak a legközelebb:
- Stazione di Busalla
- Stazione di Genova Pontedecimo